# West Godavari
West Godavari är ett distrikt i den indiska delstaten Andhra Pradesh, väster om floden Godavari. Huvudort är Eluru.